# Robot agricol

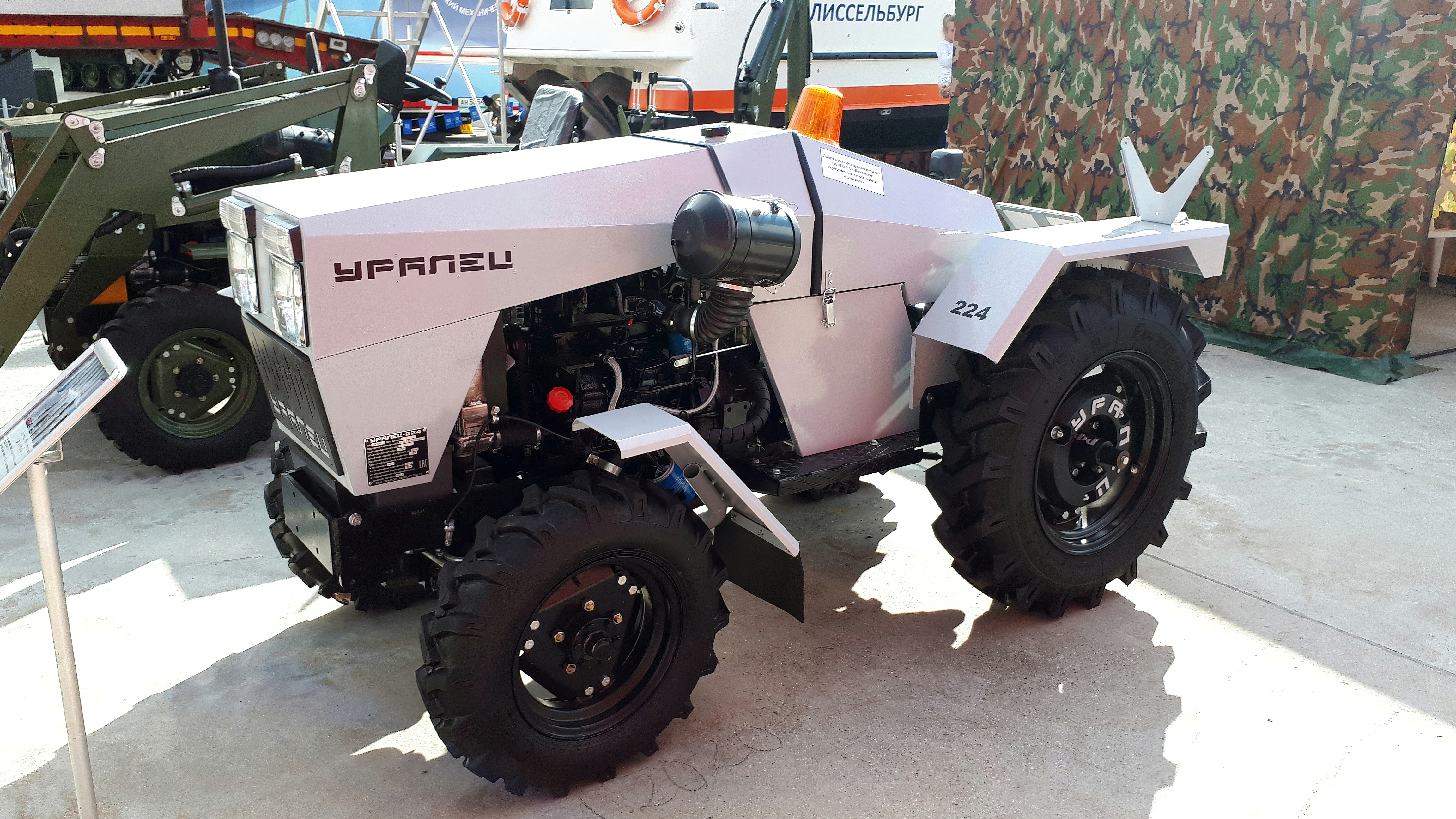
Tractor fără pilot Uralets-224 la Expoziția Armatei-2020

Un robot agricol este un robot folosit în scopuri agricole. Domeniul principal de aplicare a roboților în agricultură de astăzi este la etapa de recoltare. Aplicațiile emergente ale roboților sau aeronavă fără pilot în agricultură includ controlul buruienilor, însămânțarea norilor, plantarea semințelor, recoltarea, monitorizarea mediului și analiza solului. Potrivit Market Research Engine, piața roboților agricoli este de așteptat să atingă 75 miliarde dolari până în 2025.

## Legături externe
Materiale media legate de Robot agricol la Wikimedia Commons